# Thagria stali
Thagria stali är en insektsart som beskrevs av Nielson 1977. Thagria stali ingår i släktet Thagria och familjen dvärgstritar. Inga underarter finns listade i Catalogue of Life.